# Гі Ларош
Гі Ларош (фр. Guy Laroche; 16 липня 1921, Ла-Рошель — 17 лютого, 1989, Париж) — французький модельєр, засновник однойменної компанії.

## Від капелюхів до власного Будинку моди
Гі Ларош з дитинства тягнувся до світу краси та моди. Першими моделями від Гі були капелюхи, майстерно прикрашені квітами, розробкою яких Ларош займався виключно один. У перший раз талант став йому в пригоді під час Другої світової війни. Завдяки цікавим фасонам капелюшків, що залучали красунь не тільки Франції, але й Америки, Гі Ларош їде на два роки в Нью-Йорк, де працює в ательє на Сьомій авеню. Ларош вдосконалюється в пошитті капелюхів і переходить до шиття та моделювання одягу.
У 1949 р. молодий майстер стає асистентом Жана Десса (Jean Desse) та другом Валентино (Valentino), який, втім, теж був ще на початку свого шляху до успіху. З 1951 по 1956 рр. Гі працює в статусі першого асистента, у 1955 р. ще раз відвідує Нью-Йорк, тепер вже тільки з метою навчання. 
У 1957 р. Гі Ларош стає засновником нового Будинку моди Guy Laroche в Парижі, на авеню Ф. Рузвельта у восьмому окрузі.

## Перша колекція
У цьому ж році створює першу колекцію, давши їй своє ім'я. Він шиє 60 моделей, які за одну ніч зробили Ларош знаменитим. Світська публіка і поважні критики були дуже здивовані. Серед спокійних пастельних відтінків того часу кольори у колекції від Гі Ларош виділялися яскравістю, серед основних відтінків — помаранчевий, бірюзовий, кораловий і рожевий. Крім іншого, глядачі побачили непристойної глибини декольте і відкриті спини моделей, а серед аксесуарів — дуже помітні сумки. Також дизайнер створив плісировані пальто, костюми з обробкою з вишивки та бісеру.
Завдяки цій колекції з'являється новий імідж жінки — Ларош Аллюр. Хоча колекція і була от кутюр (фр. Haute coutur, МФА: [ot kutyʁ] — висока мода), але вона складалась з практичного одягу.

## Успіх модельєра у 60-ті роки
У 1961 р. Гі Ларош представив першу колекцію Prêt-a-Porter, а також відкрив свій бутик на авеню Монтень.
Серед нововведень Гі Ларош в сучасне «прет-а-порте» стали комірці-стійки, які закривають горло, виворітні шви на лицьовій стороні моделей. Дизайнер вважав, що гармонія — це баланс між зручністю і красою одягу, при всьому цьому величезну увагу приділяв якості обробки деталей. Одяг і девайси від Гі Ларош постійно позиціонувалися як претензійна та фінансово накладна класика, покликана виділити найвищий статус носія .
У 1966 р. Гі Ларош випустив перший жіночій парфум FIDJI, який став фірмовим ароматом Будинку моди. У 1972 р. він випускає чоловічі парфуми DRAKKAR. Надалі він розробляв такі аромати як «J'ai Ôse» (1977), «Drakkar Noir» (1982) і «Clandestine» (1986).
У 1966 р. Гі Ларош почав створювати зразки готового одягу для чоловіків. Була створена перша чоловіча колекція Prêt-a-Porter та відкрито бутік «Guy Laroche Monsieur».
У 1974 році була запущена лінія готового одягу GUY LAROCHE DIFFUSION. Поступово Гі Ларош відкривав свої бутіки по всьому світу.
Після успіху цієї колекції Гі починає більше часу приділяти моделям високої моди, відійшовши від створення готового одягу, і з часом повністю присвятить себе вищому ступеню моди.

## Нагороди
За колекцію осінь-зима 1984—1985 рр. отримав премію «Золотий наперсток», яка вручається за найоригінальнішу і елегантну колекцію «от кутюр» (висока мода). У 1987 р. Жак Ширак, прем'єр міністр Франції та мер Парижа присвоїв Гі Ларош звання Кавалера Ордена Почесного легіону. За колекцію весна-літо 1989 р. був удостоєний другого «Золотого наперстка» . 

## Доля Будинку моди після смерті Гі Лароша
Гі Ларош помер в Парижі 17 лютого 1989 року.
Після його смерті Будинок моди не зупинив своє виробництво і продовжує працювати досі за кількома основними напрямками: pret-a-porter de lux, колекція Guy Laroche, міське pret-a-porter, чоловічий одяг «Guy Laroche», парфумерія та годинники. Годинники Guy Laroche виробляє французька компанія Christian Bernard Group, яка є визнаним лідером в області fashion годинників. Торговельна марка Guy Laroche відтепер належить концерну L'Oreal. Будинок моди Guy Laroche зараз має 15 магазинів та 70 ліцензій по всьому світу. 
На чолі Будинку моди були дизайнери Анджело Тарлацци, Мішель Кляйн, Альбер Ельбаз, Ерве Леру. З 2007 році місце артдиректора займає Марсель Маронжі (Marcel Marongiu). Через його концепцію бренд втратив багатьох VIP-клієнтів, а з ними — авторитет і пішов з перших модних французьких марок. Тепер Gui Laroche працює в комерційному руслі, а повертати авторитет модний будинок почав з колекції чоловічих ювелірних прикрас .
Вони були зроблені з каучуку, сталі, платини і діамантів. У колекції — кулони, персні, браслети і годинники.
Щодо нової колекції весна-літо 2012 Guy Laroche, то у ній багато шовкових суконь в лимонних, сірих, зелених тонах. Серед тканин використані шовк, шовк та шкіра, трикотаж .